# Joaquim Illas i Illas
Joaquim Illas (Blanes, 26 de juliol de 1909 - 12 de juliol de 2020) fou un català supercentenari. Va ser el català més gran de Catalunya amb 110 anys a data de juliol del 2019. Fill gran de quatre germans, va néixer al carrer Roig i Jalpí de Blanes i va començar a treballar com a aprenent en una espardenyeria, on va passar molts d'anys de la seva vida i on era conegut com a Falet, pel sobrenom del seu pare Rafalet (Rafel). Després va treballar com a mecànic durant set anys al taller de la fàbrica de Can Tosas. Per manca de feina va haver de marxar a França i treballar durant un any a Bordeus, on va fer reparacions de vaixells com a torner. Abans de jubilar-se, a partir dels anys 1950, va portar una botiga de queviures de Blanes, juntament amb la seva dona. El 2014, els seus conciutadans van demanar a l'Ajuntament de Blanes que fos ell el pregoner de la Festa Major de la ciutat. El 2019, va rebre la visita del president de la Generalitat de Catalunya, Quim Torra, amb motiu del seu 110 aniversari.